# موی دراز
موی بلند، مدل مویی است که در آن موها به طرز قابل توجهی بلند می‌شوند این که چه درازایی از مو بلند تلقی می‌شود ممکن است در فرهنگ‌های مختلف (و حتی بخش‌های مختلف یک فرهنگ) ٓ تفاوت داشته باشد. به عنوان مثال بعضی فرهنگ‌ها زنی که موهایش که تا گونه‌هایش می‌رسند را مو کوتاه قلمداد می‌کنند، اما مردی را با موهایی به همان اندازه مو بلند محسوب می‌کنند.

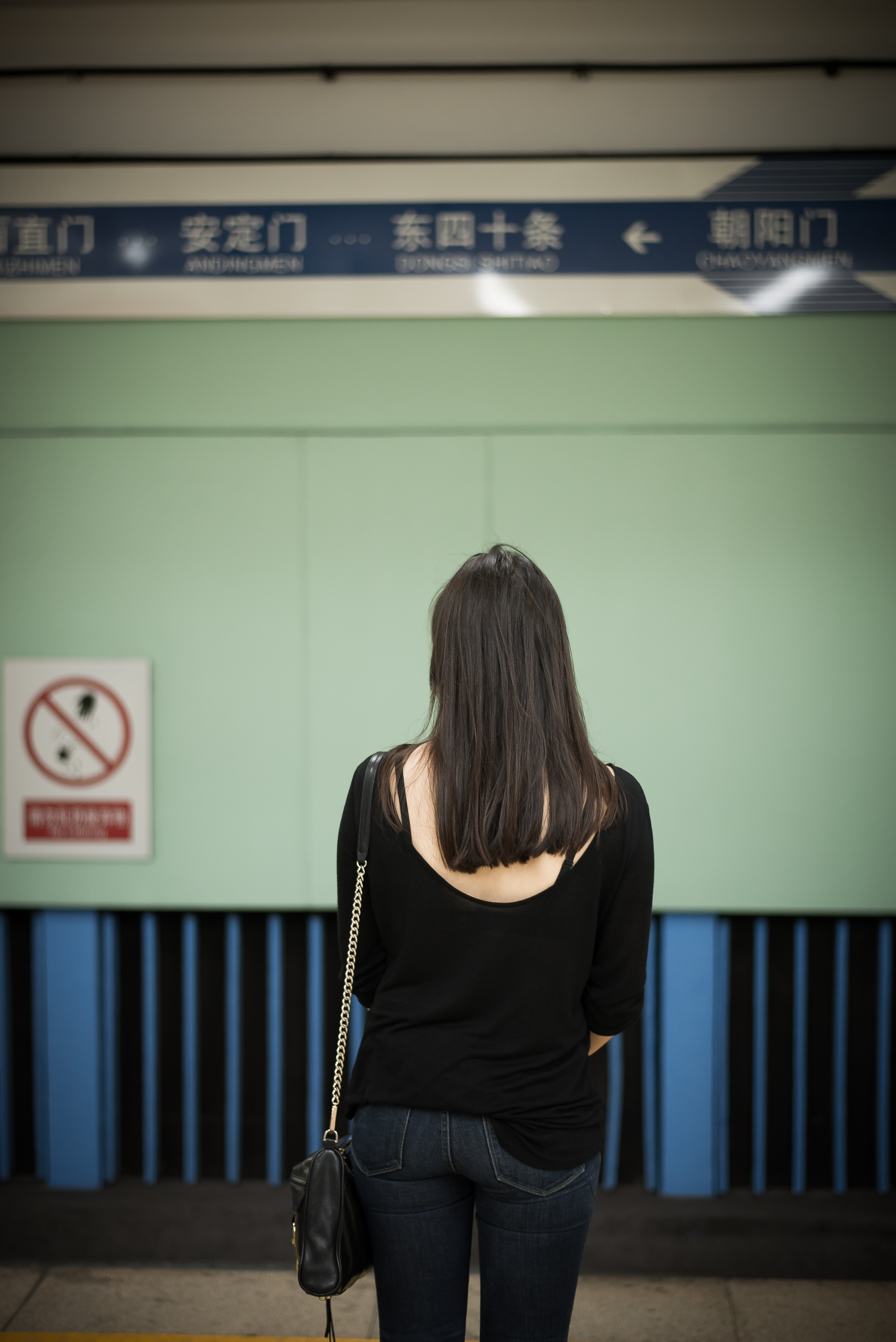
زنی با موی نسبتاً بلند

مردان با داشتن کوتاهی مو در بسیاری از فرهنگ‌ها به عنوان به‌هنجار بودن برداشت می‌شود؛ مانند آنچه در ارتش، زندان یا به عنوان مجازات برای یک جرم، موهایشان را کوتاه می‌کنند؛ حال آنکه موی بلند داشتن برای مردان، نشانه‌ای از نابهنجار بودن در جامعه است.